# Santo Antônio dos Milagres
Santo Antônio dos Milagres è un comune del Brasile nello Stato del Piauí, parte della mesoregione del Centro-Norte Piauiense e della microregione del Médio Parnaíba Piauiense.